# Elektrisk tilledning
Indenfor elektronik og elektricitet er en tilledning en elektrisk forbindelse bestående af en længde elektrisk ledende tråd, eller ben/metalflade på en overflademonteret komponent, som kommer fra en elektronisk komponent. Tilledninger anvendes til fysisk støtte, overføre elektrisk strøm (energi), til at måle på elektroniske kredsløb (se multimeter), til at overføre information/signaler elektrisk - og nogle gange som køleplade. De små tilledninger som kommer ud fra hulmontage komponenter bliver ofte også kaldet tilledningsben eller blot ben.
Mange elektriske komponenter såsom kondensatorer, resistorer og spoler har kun to tilledninger hvorimod integrerede kredsløb (IC) kan have adskillige hundreder tilledninger til mere end tusind for de største BGA enheder. IC ben er ofte bukket under IC-huset som bogstavet "J" (J-ben) eller kommer ud, ned - og former en flad fod til fastlodning til en printplade (S-tilledning eller måge-tilledning). 